# CD36
CD36 — мембранный белок, экспрессированный на поверхности клеток нескольких типов, особенно макрофагах; относится к классу B скэвенджер-рецепторов, компонент системы врождённого иммунитета. Связывает эритроциты, заражённые паразитическим Plasmodium falciparum, окисленные липопротеины низкой плотности, фосфолипиды и жирные кислоты. Кроме этого, CD36, экспрессированный на поверхности эпителия вкусовых сосочков языка, является рецептором, связывающим жирные кислоты пищи и участвующим в формировании «вкуса жира».

## См.также
- Кластер дифференцировки
- Толл-подобные рецепторы